# زيفكو راديسيتش
زيفكو راديسيتش (بالصربية: Живко Радишић) (ولد في 15 أغسطس 1937)، هو سياسي صربي بوسني، والرئيس السابق لمجلس الرئاسة البوسني في البوسنة والهرسك.

## حياته
ولد زيفكو راديسيتش في برييدور في عام 1937، وتخرج في عام 1964 من كلية جامعة سراييفو من كلية العلوم السياسية، من عام 1977 إلى عام 1982 شغل راديسيتش في منصب رئيس بلدية بانيا لوكا، ثاني أكبر مدينة في البوسنة والهرسك، ومن عام 1982 إلى عام 1985 ترأس وزارة الدفاع في جمهورية البوسنة والهرسك الاشتراكية، وفي عام 1996 أصبح عضو مؤسس للحزب الاشتراكي في جمهورية صرب البوسنة.

## الرئاسة
انتخب زيفكو راديسيتش العضو الصربي في مجلس الرئاسة البوسني في البوسنة والهرسك، وذلك في شهر سبتمبر من عام 1998، واستطاع من هزيمة مومتشيلو كراييشنيك وحصل على 45،000 صوت،  ترأس زيفكو راديسيتش رئاسة مجلس الرئاسة البوسني في البوسنة والهرسك في فترين: الأولى (1998 - 1999) الثانية (2000 - 2001).